# Шоссе Триполи — Кейптаун
Шоссе Триполи — Кейптаун — важный автодорожный маршрут, пересекающий весь африканский континент с севера на юг, разработанный  Экономической комиссией ООН для Африки, Африканским банком развития и Африканским союзом. На карте трансафриканских автомобильных дорог обозначен фиолетовым цветом — TAH  (трансафриканское шоссе № 3). Протяженность маршрута составляет 10 808 км, но в нём пока очень длинные недостающие звенья, требующие строительства или реконструкции многих автодорог, мостов и тоннелей.
Это второй сквозной автомобильный путь между Северной и Южной Африкой, практически параллельный более обустроенному шоссе Каир-Кейптаун, проходящему через Восточную Африку.
ЮАР изначально не была включена в маршрут из-за расистского режима апартеида. Поэтому дорога всё ещё может упоминаться как шоссе Триполи-Виндхук.

## Маршрут
Маршрут проходит через Ливию, Чад, Камерун, Центральноафриканскую Республику (ЦАР), Республику Конго, западную оконечность Демократической Республики Конго (ДРК), Анголу, Намибию и Южную Африку. В Ливии, Камеруне, Анголе, Намибии и Южной Африке используются национальные дороги с твёрдым покрытием.

### Северный участок
На севере шоссе Триполи — Кейптаун используется пока слабо. Более востребованным оказался почти параллельный ему другой трансафриканский путь — Транссахарское шоссе, которое проходит так же с севера на юг, но на тысячу километров западнее. На расстояние более 2000 км от юга Ливии до окрестностей Нджамены, в настоящее время имеются только песчаные трассы. Кроме того, функционированию шоссе препятствуют пограничные конфликты между Ливией и Чадом. Поэтому автомобилисты иногда объезжают с запада опасный сектор — через соседние страны Алжир и Нигер, хотя последний сотрясают восстания туарегов и военные перевороты с закрытиями государственных границ. В самой Ливии также произошла война. Через Нигер Ливия заинтересована в автомобильном сообщении с многолюдной Нигерией и для выхода к Атлантическому океану.

### Центральный участок
Центральная часть шоссе Триполи — Кейптаун между Камеруном и северной Анголой, наиболее необходима, потому что он обеспечил бы надёжное асфальтированное сообщение между регионами Западной Африки и Южной Африки, что в наибольшей степени стимулировало бы торговлю, которая в настоящее время осуществляется морским транспортом и авиацией. Однако недостающее звено планируемой трассы по территориям Центральноафриканской республики и республики Конго будет проходить через труднопроходимые и неосвоенные влажные экваториальные леса и болота бассейна реки Конго. Трасса может оказать вредное воздействие на относительно нетронутые леса в ряде природных заповедников.
Был предложен альтернативный маршрут дороги (на карте обозначена розовым цветом), которая в большей степени облегчила бы транспортное сообщение между западом и югом Африки и, вероятно, оказала бы меньшее воздействие на окружающую среду. От города Гаруа-Булай (на границе Камеруна и ЦАР) она должна пройти западнее — почти у побережья Атлантического океана — через столицу Камеруна Яунде — автодорога N1 (Камерун) — автодорога N2 (Камерун) — автодорога N2 (Габон) — автодорога N1 (Габон) — через Ламбарене и Лубомо (Республика Конго), выходя к столице РК — Браззавилю. Этот маршрут на юг уже построен до г. Нденде, недалеко от границы с Конго. Ведутся работы по прокладке остальных дорог. Автомобильное движение идущее с юга, в Яунде разветвляется на несколько направлений:
- в западную Африку
- на север континента
- в восточную часть

Альтернативный вариант автодороги имеет следующие преимущества:
1. оно короче для движения между югом и западом,
2. по нему уже проходит небольшое международное движение,
3. оно проходит через более населённые и экономически активные приморские районы,
4. оно добавляет Габон (и его столицу, Либревиль, через ответвление) к сети,
5. оно проходит очень близко к Экваториальной Гвинее (Рио-Муни) и атлантическим портам Дуала и Пуэнт-Нуар,
6. большая часть этого участка асфальтирована, а те участки, которые пока представляют собой гравийные дороги или грунтовые колеи, становятся дорогами национального значения и поэтому являются более приоритетными для асфальтирования.

Между Лубомо и Матади предпочтителен не указанный на карте путь с асфальтовым покрытием через Пуэнт-Нуар и Кабинду, пересекающий реку Конго по мосту Матади, а не на пароме через границу между Браззавилем и Киншасой.

### Южный участок
Южный участок между ДР Конго и Кейптауном является важной региональной дорогой Сообщества по вопросам развития юга Африки (САДК).
Маршрут следует на юг по шоссе N1 и N16 в ДР Конго. Он продолжается в Анголе трассой EN140. На границах, существующим дорогам требуется мощение, но потом до Кейптауна полностью заасфальтированы и находятся в довольно хорошем состоянии. В Лукале маршрут поворачивает в право — на запад до Ндалатандо, откуда по шоссе EN120 следует до границ Намибии, в которой обозначается как Натиональштрассе B1. По ЮАР шоссе завершается в Кейптауне как автодорога N7.

## Пересечения с другими трансафриканскими автомобильными дорогами
1. С шоссе Каир-Дакар[англ.]  в Триполи (Ливия)
2. С Транссахельским шоссе  в Нджамене (Чад)
3. С шоссе Нджамена-Джибути  в Нджамене
4. С Шоссе Лагос-Момбаса  участок дороги от Гаруа-Булай[англ.] (Камерун) до Буара (ЦАР) является общим
5. С шоссе Бейра-Лобиту[англ.]  в Алту Ама[англ.] (Ангола)
6. С шоссе Каир-Кейптаун  в Кейптауне (ЮАР)